# Het kosmisch biljart
Het kosmisch biljart (Engelse titel: Buy Jupiter and Other Stories) is een sciencefictionverhalenbundel uit 1981 van de Amerikaanse schrijver Isaac Asimov. De verhalen dateren uit de periode 1950 tot 1973.

## Korte verhalen
1. Het kosmisch biljart (Darwanian Pool Room, 1951)
2. De dag van de jagers (Day of the Hunters, 1950)
3. Sjah Guido G. (Shah Guido G. , 1951)
4. Button, Button (Button, Button, 1952)
5. De vinger van de aap (The Monkey's Finger, 1952)
6. Everest (Everest, 1953)
7. De onderbreking (The Pause, 1954)
8. Laten wij niet (Let's not, 1954)
9. Elk een ontdekker (Each an Explorer, 1956)
10. Leegte! (Blank, 1957)
11. Bekommert een bij zich om de bloem? (Does a Bee Care?, 1957)
12. Stomme ezels (Silly Asses, 1957)
13. Jupiter kopen (Buy Jupiter, 1958)
14. Een standbeeld voor vader (A Statue for Father, 1958)
15. Regen, regen, ga weg (Rain, rain, go away, 1959)
16. Oprichter (Founding Father, 1965)
17. Verbannen naar de hel (Exile to Hell, 1968)
18. Het belangrijkste onderdeel (Key Item. 1968)
19. De juiste studie (The Proper Study, 1968)
20. 2430 A.D. (2430 A.D., 1970)
21. Het grootste goed (The Greatest Asset, 1971)
22. Pak een lucifer (Take a Match, 1972)
23. Met thiotimoline naar de sterren (Thiotimoline to the Stars, 1973)
24. Lichtvers (Light Verse, 1973)